# Eilema venosa
Eilema venosa là một loài bướm đêm thuộc phân họ Arctiinae, họ Erebidae.